# DAP (ген)
DAP (англ. Death associated protein) – білок, який кодується однойменним геном, розташованим у людей на короткому плечі 5-ї хромосоми.  Довжина поліпептидного ланцюга білка становить 102 амінокислот, а молекулярна маса — 11 165.
| 10         |  | 20         |  | 30         |  | 40         |  | 50         |
| ---------- |  | ---------- |  | ---------- |  | ---------- |  | ---------- |
| MSSPPEGKLE |  | TKAGHPPAVK |  | AGGMRIVQKH |  | PHTGDTKEEK |  | DKDDQEWESP |
| SPPKPTVFIS |  | GVIARGDKDF |  | PPAAAQVAHQ |  | KPHASMDKHP |  | SPRTQHIQQP |
| RK         |  |            |  |            |  |            |  |            |

A: Аланін

D: Аспарагінова кислота

E: Глутамінова кислота

F: Фенілаланін

G: Гліцин

H: Гістидин

I: Ізолейцин

K: Лізин

L: Лейцин

M: Метіонін

P: Пролін

Q: Глутамін

R: Аргінін

S: Серин

T: Треонін

V: Валін

Кодований геном білок за функцією належить до фосфопротеїнів. 
Задіяний у таких біологічних процесах як апоптоз, автофагія, ацетилювання. 